# シックス・エンジェルズ
『シックス・エンジェルズ』（6 ANGELS）は、2001年配信の日本のWebアニメ、および2002年7月6日に公開の日本のアニメ映画。

## 概要
『6 ANGELS』のタイトルで2001年にBIGLOBEストリームで分割配信。東京国際ファンタスティック映画祭2001でプレミア上映されたのち、2002年7月6日に『ガリンペイロ特選アニメ月間』と題し、『映画版ゼビウス』『劇場版ガイスターズ FRACTIONS OF THE EARTH 《光の章》/《命の章》』と共にテアトル池袋で『シックス・エンジェルズ 劇場版』ロードショー公開された。2003年2月8日にはスカイパーフェクTV!でも放送されている。

## あらすじ
21世紀初頭、先進国は国際化する犯罪に対処するべく世界警察を設置、ネバダ州の地下核実験場の跡地に兇悪犯罪者を収容する「ネオ・パガトリィ」（Neopurgatory：新しい煉獄）という巨大地下刑務所を作った。
西暦2026年、民間警備会社「ガード・オブ・ローズ」の少女たちが搭乗したヘリコプターは、突然アメリカ軍の攻撃を受けてネオ・パガトリィ内に不時着してしまう。ネオ・パガトリィを支配するドン・キャニオンを名乗る男の陰謀に巻き込まれた少女たちは懸命の脱出を開始した。

## 登場人物
マキ・アオバ
声 - 折笠富美子
「ガード・オブ・ローズ」のリーダー。元海兵隊のパイロット。16歳。
ナオミ・ジョーンズ
声 - 根谷美智子
チームの参謀的な存在。子持ちだが子供とは離れて暮らしている。26歳。
ドリス・ニコラス
声 - 岡村明美
おっとりした性格だが銃器の扱いにたける。21歳。
マリリン・モロウ
声 - 浅野まゆみ
元米軍のパイロット。外見は女性だが、実は性不同一性障害をかかえる男性。23歳。
キャサリン・ホーク
声 - 白鳥由里
養家で虐待を受けていた事から家出し、ローズ社のヘリに隠れていたため事件に巻き込まれる。16歳。
リンク
声 - 間宮くるみ
チームのマスコット。マキの目覚まし時計からデータ分析までこなす小型だが高性能のロボット。
ドン・キャニオン
声 - 渡部猛
ネオ・パガトリィを支配する謎の男。
エド・キャニオン
声 - 梅津秀行
テレシコワ
声 - 野田順子
JC
声 - 石田彰
マイク
声 -成田剣
テリー・キャニオン
声 -緒方文興
アキラ・キャニオン
声 -阪口大助
米大統領
声 -長克巳
新ソ連首相
声 -北川勝博
テレシコワ
声 -野田順子
天使
声 -川村万梨阿

## スタッフ
- 企画・原案・製作総指揮 - 秋元康
- 総監督・ビジュアルコンセプトデザイン・メカニックデザイン・美術設定・背景 - 小林誠
- 脚本 - 平野靖士
- キャラクターデザイン - 加藤裕美
- 作画監督 - 窪詔之、西條健、橋本英樹、月岡芳一、実原登、加藤裕美
- メカ作画監督・ビジュアルエフェクト - 増尾昭一、桐生雅則
- 絵コンテ - 小林誠、増尾昭一、康村諒
- 演出 - 静野孔文、康村諒
- 色彩設計 - 古里久代
- 撮影監督 - 桑良人
- 編集 - 布施由美子
- 音楽 - 天野正道
- 音響監督 - 鶴岡陽太
- プロデューサー - 千葉博己
- アニメーション制作 - アークトゥールス
- 制作 - エイティーワン・エンタテインメント
- 製作・配給 - グルーヴコーポレーション